# Marcelino Pérez (Fußballspieler, 1912)
Marcelino Pérez (* 23. Oktober 1912 in Buenos Aires, Argentinien) war ein uruguayischer Fußballspieler.

## Spielerkarriere

### Verein
Der in Argentinien geborene Sohn spanischer Eltern zog mit seinen Eltern drei Monate nach seiner Geburt in die uruguayische Hauptstadt Montevideo. Dort wuchs er im Barrio Pocitos auf. Pérez spielte auf Vereinsebene zunächst für S.C. Ariel. Von Héctor Scarone beim Vorspielen entdeckt, gelangte er 1932 zunächst zur Nachwuchsmannschaft von Nacional Montevideo, in der er als linker Halb eingesetzt wurde. Recht schnell empfahl er sich dabei für die Profimannschaft und wurde in diese befördert. Dem Kader der in dieser Ära so bezeichneten Máquina Blanca gehörte er in der Primera División bis 1935 an. 1933 und 1934 gewann sein Verein die Uruguayische Meisterschaft. Anschließend spielte er von 1936 bis 1937 bei Vasco da Gama in Brasilien. Nach zwei Knieoperationen am Meniskus und einer an den Kreuzbändern musste er bereits im Alter von 27 Jahren seine aktive Karriere beenden.

### Nationalmannschaft
Pérez war Mitglied der A-Nationalmannschaft Uruguays, für die er von seinem Debüt am 14. Dezember 1933 bei der 0:1-Niederlage gegen Argentinien bis zu seinem letzten Einsatz am 27. Januar 1935 drei Länderspiele absolvierte. Ein Länderspieltor erzielte er nicht. Er gehörte dem Aufgebot Uruguays bei der Südamerikameisterschaft 1935 an, bei der Uruguay den Titel gewann. Dort kam er in den Begegnungen mit Chile und Argentinien zum Einsatz.

### Erfolge
- Südamerikameister: 1935
- Uruguayischer Meister: 1933, 1934

## Trainerlaufbahn
Am 29. März 1947 betreute er beim 0:0-Unentschieden gegen Brasilien im Rahmen der Copa Río Branco erstmals als Trainer die uruguayische Nationalmannschaft. Spätestens mit dem am 2. Dezember jenes Jahres stattgefundenen Debüt von Juan López als Nationaltrainer wurde er in dieser Funktion abgelöst. Im selben Jahr trainierte er auch River Plate. Zudem wirkte er in seiner Trainerlaufbahn auch als "Übungsleiter" beim Club Atlético Defensor. Später widmete er sich dem Sportjournalismus und verfasste über viele Jahre Kolumnen in der Zeitung El Diario.